# Меццоджорно, Джованна
Джова́нна Меццоджо́рно (итал. Giovanna Mezzogiorno; род. 9 ноября 1974, Рим) — итальянская актриса театра и кино. Обладательница премии Пазинетти (1999) и кубка Вольпи Венецианского международного кинофестиваля (2005), премий Давид ди Донателло (2003), «Серебряная лента» (1999, 2003, 2005, 2009), «Золотой глобус (Италия)» (1998, 2003, 2009), «Золотая хлопушка» (1999, 2003) и премии Флайано (1998, 2001).
Победительница в номинации «Лучшая актриса» на международных фестивалях в Карловых Варах (2003), в Бангкоке (2004), Чикаго и Дамаске (2009). Обладательница премии Национального общества кинокритиков (2010) и многих других кинопремий.

## Биография
Джованна Меццоджорно родилась в семье итальянских актёров театра и кино — Витторио Меццоджорно (1941—1994) и Чечилии Сакки (1938—2010). Её дедом по линии матери был известный итальянский кинокритик Филиппо Сакки (1887—1971). Родители познакомились в 1969 году на Сицилии в ходе постановки пьесы «Женщины» Аристофана в античном театре Сегесты. Они зарегистрировали брак в 1972 году.
После рождения Джованны мать оставила актёрскую карьеру и посвятила себя воспитанию дочери. Родители разошлись из-за измены отца. В 1993 году Джованна переехала в Париж, где в течение двух лет обучалась актёрскому мастерству у Арианы Мнушкиной и в театральной мастерской британского режиссёра Питера Брука.
В 1995 году Джованна дебютировала в роли Офелии в трагедии Шекспира «Гамлет», поставленной её учителем Питером Бруком на сцене театра «Кто там» (фр. Qui est là) в Париже.
В 1997 году состоялся дебют актрисы в кино, в роли Порции Колонна в фильме Серджо Рубини «Путешествие невесты». За эту роль в 1998 году она была удостоена премий Флайано и «Золотой глобус (Италия)» в номинации «Лучшая актриса» и в этой же номинации была выдвинута на премию «Серебряная лента».
В том же году Джованна снялась в фильме Микеле Плачидо «Потерянная любовь» и в телевизионном фильме Элизабетты Лодоли «Немного легче — недостаточно». В 1999 году за роль Лилианы в «Потерянной любви» она получила премию Пазинетти на международном кинофестивале в Венеции, а также премии «Золотая хлопушка» и «Серебряная лента» и в этой же номинации была выдвинута на премию «Давид ди Донателло».
В том же 1999 году актриса снялась в фильмах Антонелло Гримальди «Ослы» и Маурицио Дзаккаро «Достойный человек».
В 2000 году Джованна снялась во французском телесериале «Отверженные». В 2001 году сыграла роль Джованны в фильме Эроса Пульелли «Все знания в мире», роль Франчески в фильме Фабио Конверси «Плохие женщины» и роль Элеоноры в фильме Фабио Карпи «Нобелевский лауреат».
В том же году она снялась в фильме Габриэле Муччино «Последний поцелуй». Партнёром Джованны в этом фильме был актёр Стефано Аккорси, с которым актриса состояла в близких отношениях. Роль Джулии в «Последнем поцелуе» сделала её всемирно известной.
В 2001 году, за роль Джулии в «Последнем поцелуе», в номинации «Лучшая актриса» она была удостоена премии Флайано и в этой же номинации была выдвинута на премии «Давид ди Донателло», «Серебряная лента» и «Золотой глобус (Италия)».

## Личная жизнь
В 1998 году на съемочной площадке фильма «Немного легче — недостаточно» актриса познакомилась с актёром Стефано Винченцо Аккорси (род. 1971). Они состояли в близких отношениях до 2002 года. Джованна тяжело пережила расставание. Её отношения с оператором Даниеле Анцеллотти (итал. Daniele Anzellotti, род. 1980) также потерпели неудачу.
В 2009 году во время съёмок фильма «Побеждать» Джованна познакомилась с киномехаником Алессио Федерико Фуголо (род. 1978). 31 октября 2009 года в Грианте они тайно зарегистрировали брак на гражданской церемонии. 26 августа 2011 года у супругов родились близнецы, мальчики Леоне и Зено.

## Фильмография
| Год  | Фильм                              | Оригинальное название                   | Роль                    | Режиссёр                                  |
| ---- | ---------------------------------- | --------------------------------------- | ----------------------- | ----------------------------------------- |
| 1997 | «Путешествие невесты»              | Il viaggio della sposa                  | Порция Колонна          | Серджо Рубини                             |
| 1998 | «Потерянная любовь»                | Del perduto amore                       | Лилиана                 | Микеле Плачидо                            |
| 1999 | «Немного легче — недостаточно»     | Più leggero non basta                   | Элена                   | Элизабетта Лодоли                         |
| 1999 | «Ослы»                             | Asini                                   | Анна                    | Антонелло Гримальди                       |
| 1999 | «Достойный человек»                | Un uomo perbene                         | Сильвия Тортора         | Маурицио Дзаккаро                         |
| 2000 | «Отверженные»                      | Les Misérables                          | Сестра Симплис          | Жозе Дайан                                |
| 2001 | «Нобелевский лауреат»              | Nobel                                   | Элеонора                | Фабио Карпи                               |
| 2001 | «Плохие женщины»                   | Malefemmene                             | Франческа               | Фабио Конверси                            |
| 2001 | «Все знания в мире»                | Tutta la conoscenza del mondo           | Джованна                | Эрос Пульелли                             |
| 2001 | «Последний поцелуй»                | L’ultimo bacio                          | Джулия                  | Габриэле Муччино                          |
| 2003 | «Окно напротив»                    | La Finestra di Fronte                   | Джованна                | Ферзан Озпетек                            |
| 2003 | «Илария Альпи, очень жестокие дни» | Ilaria Alpi — Il più crudele dei giorni | Илария Альпи            | Фердинандо Винчентини-Орньяни             |
| 2003 | «Секрет Томаса»                    | Il segreto di Thomas                    | Мать Томаса             | Джакомо Баттиато                          |
| 2004 | «Останься со мной»                 | Stai con me                             | Кьяра                   | Ливия Джампальмо                          |
| 2004 | «Клуб обещаний»                    | Il club delle promesse                  | Кати                    | Мари-Анн Шазель                           |
| 2004 | «Повторная любовь»                 | L’amore ritorna                         | Лена                    | Серджо Рубини                             |
| 2004 | «Виргиния, монахиня из Монцы»      | Virginia, la monaca di Monza            | Виргиния Мария де Лейва | Альберто Сирони                           |
| 2005 | «Зверь в сердце»                   | La bestia nel cuore                     | Сабина                  | Кристина Коменчини                        |
| 2006 | «Проект AD»                        | AD Project                              | Гайя                    | Эрос Пульелли                             |
| 2007 | «Уроки полёта»                     | Lezioni di volo                         | Кьяра                   | Франческа Аркибуджи                       |
| 2007 | «Ночной автобус»                   | Notturno bus                            | Лейла                   | Давиде Маренго                            |
| 2007 | «Любовь во время холеры»           | L’amore ai tempi del colera             | Фермина Даса            | Майк Ньюэлл                               |
| 2007 | «Несущие стены»                    | Les murs porteurs                       | Ману                    | Сирил Жельбла                             |
| 2008 | «Любовь не имеет конца»            | L’amore non basta                       | Мартина                 | Стефано Кьянтини                          |
| 2008 | «Съёмки в Палермо»                 | Palermo Shooting                        | Флавия                  | Вим Вендерс                               |
| 2008 | «Я жива»                           | Sono viva                               | Стефания                | Дино Джентили, Филиппо Джентили           |
| 2009 | «Побеждать»                        | Vincere                                 | Ида Дальсер             | Марко Беллоккьо                           |
| 2009 | «Первая линия»                     | La prima linea                          | Сузанна Ронкони         | Ренато Де Мария                           |
| 2009 | «В глазах»                         | Negli occhi                             | ведущая и сопродюсер    | Даниэле Анцеллотти, Франческо Дель Гроссо |
| 2010 | «Базиликата от берега до берега»   | Basilicata coast to coast               | Тропея Лимонджи         | Рокко Папалео                             |
| 2013 | «Винодентро»                       | Vinodentro                              | Адель                   | Фердинандо Винчентини-Орньяни             |
| 2014 | «Наши ребята»                      | I nostri ragazzi                        | Кьяра                   | Ивано Де Маттео                           |
| 2017 | «Нежность»                         | La tenerezza                            | Элена                   | Джанни Амелио                             |
| 2017 | «Неаполь под пеленой»              | Napoli velata                           | Адриана                 | Ферзан Озпетек                            |
| 2019 | «Возвращение»                      | Tornare                                 | Элис Макнеллис          | Кристина Коменчини                        |
| 2020 | «Шнурки»                           | Lacci                                   | взрослая Анна           | Даниэле Лукетти                           |
| 2020 | «Равнодушные»                      | Gli indifferenti                        | Лиза                    | Леонардо Гуэрра Сераньоли                 |
| 2022 | «Аманда»                           | Amanda                                  | Виола                   | Каролина Кавалли                          |
| 2022 | «Физкультура»                      | Educazione fisica                       | Диана Перуджа           | Стефано Чипани                            |

## Награды
Информация предоставлена кинобазой Internet Movie Database:
| Награда                      | Год  | Категория                           | Фильм                                                | Итог      |
| ---------------------------- | ---- | ----------------------------------- | ---------------------------------------------------- | --------- |
| «Венецианский кинофестиваль» | 1999 | «Премия Пазинетти»                  | «Потерянная любовь»                                  | Победа    |
| «Венецианский кинофестиваль» | 2005 | «Лучшая женская роль»               | «Зверь в сердце»                                     | Победа    |
| «Давид ди Донателло»         | 1999 | «Лучшая женская роль»               | «Потерянная любовь»                                  | Номинация |
| «Давид ди Донателло»         | 2001 | «Лучшая женская роль»               | «Последний поцелуй»                                  | Номинация |
| «Давид ди Донателло»         | 2003 | «Лучшая женская роль»               | «Окно напротив»                                      | Победа    |
| «Давид ди Донателло»         | 2005 | «Лучшая женская роль второго плана» | «Вернувшаяся любовь»                                 | Номинация |
| «Давид ди Донателло»         | 2006 | «Лучшая женская роль»               | «Зверь в сердце»                                     | Номинация |
| «Давид ди Донателло»         | 2007 | «Лучшая женская роль»               | «Уроки полёта»                                       | Номинация |
| «Давид ди Донателло»         | 2010 | «Лучшая женская роль»               | «Побеждать»                                          | Номинация |
| «Серебряная лента»           | 1998 | «Лучшая женская роль»               | «Путешествие невесты»                                | Номинация |
| «Серебряная лента»           | 1999 | «Лучшая женская роль»               | «Потерянная любовь»                                  | Победа    |
| «Серебряная лента»           | 2001 | «Лучшая женская роль»               | «Последний поцелуй»                                  | Номинация |
| «Серебряная лента»           | 2003 | «Лучшая женская роль»               | «Окно напротив» и «Илария Альпи, очень жестокие дни» | Победа    |
| «Серебряная лента»           | 2005 | «Лучшая женская роль второго плана» | «Повторная любовь»                                   | Победа    |
| «Серебряная лента»           | 2006 | «Лучшая женская роль»               | «Зверь в сердце»                                     | Номинация |
| «Серебряная лента»           | 2007 | «Лучшая женская роль»               | «Уроки полёта»                                       | Номинация |
| «Серебряная лента»           | 2009 | «Лучшая женская роль»               | «Побеждать»                                          | Победа    |
| «Золотой глобус (Италия)»    | 1998 | «Лучшая дебютная женская роль»      | «Путешествие невесты»                                | Победа    |
| «Золотой глобус (Италия)»    | 2001 | «Лучшая женская роль»               | «Последний поцелуй»                                  | Номинация |
| «Золотой глобус (Италия)»    | 2003 | «Лучшая женская роль»               | «Окно напротив»                                      | Победа    |
| «Золотой глобус (Италия)»    | 2009 | «Лучшая женская роль»               | «Побеждать»                                          | Победа    |
| «Золотой глобус (Италия)»    | 2010 | «Лучшая женская роль»               | «Первая линия»                                       | Номинация |
| «Золотая хлопушка»           | 1999 | «Лучшая женская роль»               | «Потерянная любовь»                                  | Победа    |
| «Золотая хлопушка»           | 2003 | «Лучшая женская роль»               | «Окно напротив»                                      | Победа    |
| «Премия Флайано»             | 1998 | «Лучшая интерпретация»              | «Путешествие невесты»                                | Победа    |
| «Премия Флайано»             | 2001 | «Лучшая женская интерпретация»      | «Последний поцелуй»                                  | Победа    |